# Felipe Borrallo
Felipe Borrallo Rubio (Badajoz, 1949) es un caricaturista español residente en Barcelona, conocido por ser coautor de Makoki, el cual es considerado un clásico del cómic underground catalán. Durante una segunda etapa de su vida, se dedicaría al activismo del cannabis, siendo cofundador de la primera asociación cannábica en España, la Asociación Ramón Santos de Estudios sobre el Cannabis, y de la primera revista sobre cannabis en español, Cáñamo. 

## Biografía
Junto con Juanito Mediavilla y Miguel Gallardo creó en 1977 el personaje de cómic Makoki y abre en el casco antiguo de Barcelona (en la plaza del Pino) una tienda de cómics homónima. También colaboró en la fundación del Salón del Cómic de Barcelona.
Con la crisis del mundo cómic una década más tarde, Borrallo dejó el oficio de caricaturista y reconvirtió la tienda Makoki en una librería especializada en sustancias psicotrópicas, la cual estuvo en activo hasta 2008.
En 1997 fundó, junto con Gaspar Fraga, Jaime Prats y Moisés López la revista Cáñamo, la primera publicación internacional sobre cannabis en el mundo hispano.